# Günter Huber (Physiker)
Günter Huber (* 1947 in Ludwigsburg) ist ein deutscher Laserphysiker.
Huber erwarb sein Diplom an der Universität Karlsruhe und wurde 1975 an der Universität Stuttgart promoviert. Danach war am Max-Planck-Institut für Festkörperforschung in Stuttgart und am Institut für Angewandte Physik der Universität Hamburg, wo er sich habilitierte. 1982 wurde er Professor an der Universität Hamburg, an der er 1991 Direktor des neu gegründeten Instituts für Laserphysik wurde. 2000 wurde er Vizedekan und 2003 bis 2006 war er Dekan der Fakultät für Physik. Er ist seit 2008 im Senat der Universität Hamburg.
Er befasst sich mit Festkörperlasern und neuen Lasermaterialien (Kristallwachstum, Entwicklung, Charakterisierung) aus Übergangsmetallen und Ionen Seltener Erden, optischer Spektroskopie von Festkörpern, diodengepumpten Festkörperlasern, up-conversion-Lasern basierend auf Kristallen und Fasern, nichtlineare Frequenzumwandlung von Festkörperlasern. Er entwickelte mit seiner Gruppe Ytterbium-dotierte Scheibenlaser hoher Leistung.
Huber ist Fellow der Optical Society of America und seit 2016 der Russischen Akademie der Wissenschaften. 2003 erhielt er den Preis für Quantenelektronik und Optik der Europäischen Physikalischen Gesellschaft, und 2013 erhielt er den Charles Hard Townes Award.